# Шёнберг (Верхняя Бавария)
Шёнберг (нем. Schönberg) — община в Германии, в земле Бавария.
Подчиняется административному округу Верхняя Бавария. Входит в состав района Мюльдорф-на-Инне. Население составляет 925 человек (на 31 декабря 2010 года). Занимает площадь 25,33 км².